# Lassi Etelätalo
Lassi Etelätalo (30 de abril de 1988) es un deportista finlandés que compite en atletismo, especialista en la prueba de lanzamiento de jabalina.
Ganó una medalla de bronce en el Campeonato Europeo de Atletismo de 2022. Participó en los Juegos Olímpicos de Tokio 2020, ocupando el octavo lugar en su especialidad.

## Palmarés internacional
| Campeonato Europeo | Campeonato Europeo | Campeonato Europeo | Campeonato Europeo |
| Año                | Lugar              | Medalla            | Prueba             |
| ------------------ | ------------------ | ------------------ | ------------------ |
| 2022               | Múnich (Alemania)  | Medalla de bronce  | Jabalina           |